# Place de la République (Lyon)
Pour les articles homonymes, voir Place de la République.
La place de la République est une place située dans le 2e arrondissement de la ville de Lyon.

## Situation et accès
Située dans la Presqu'île, la place divise la rue de la République en deux parties, l'une au nord en direction de l'hôtel de ville et la seconde au sud vers la place Bellecour.
Elle est également traversée au sud par la rue Childebert, orientée est-ouest. Les rues Jean-de-Tournes, Jacques-Stella et du Président-Carnot donnent également sur la place. D'autre part, le passage de l'Argue s'ouvre sur le nord-ouest de la place.

## Odonymie
La place a toujours porté le nom de la rue qui la traverse de part en part, aujourd'hui rue de la République. Inaugurée sous le nom de Place impériale en 1862, sous le Second Empire, elle prend le nom de Place de Lyon après la chute du régime, en 1871, et enfin celui de Place de la République, en 1878.

## Histoire

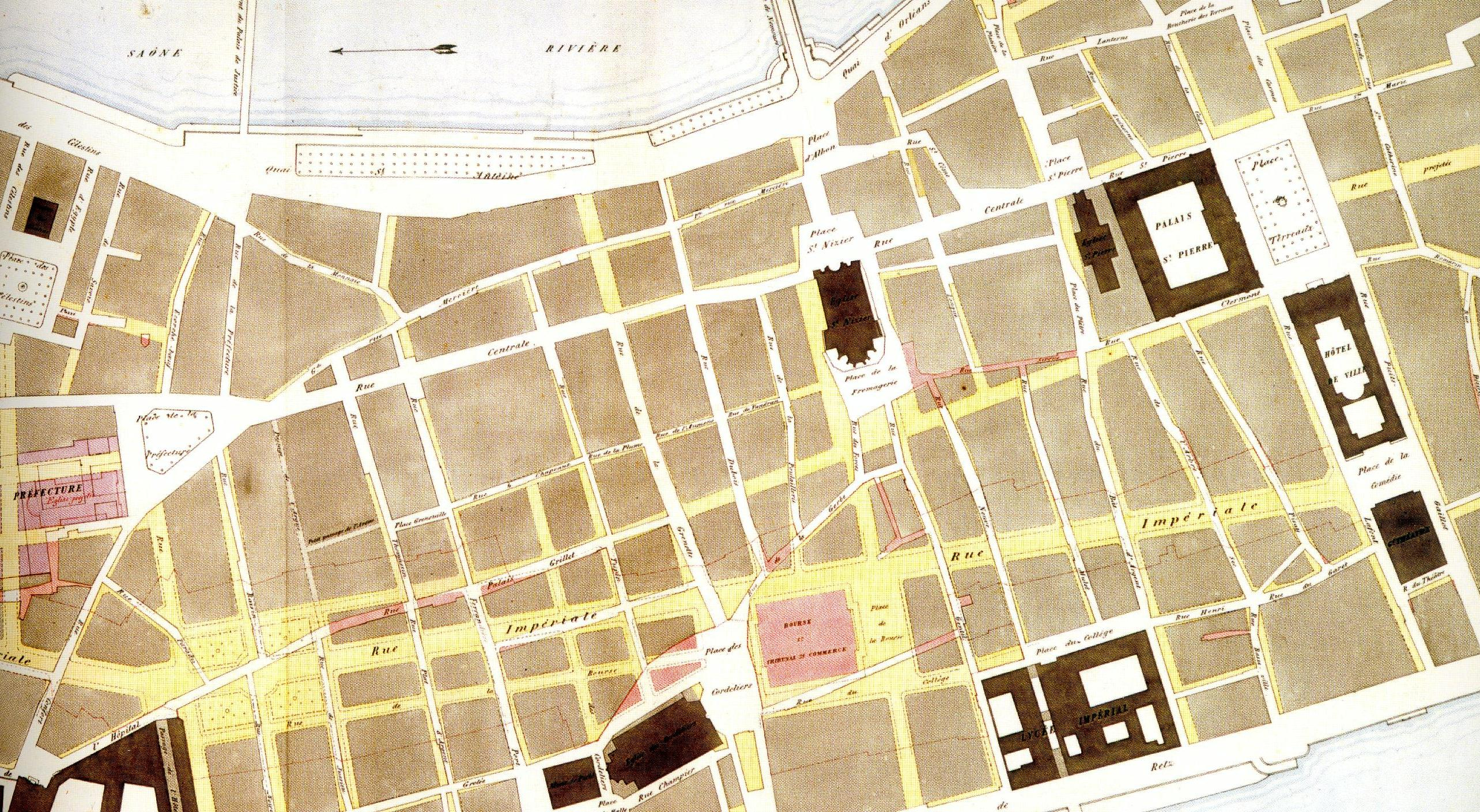
Plan des projets sur la presqu'île de Lyon.

Dans les années 1850, l'emplacement de la place de la République était occupé par un réseau dense de rues. Le site était traversé du sud-est au nord-ouest par la rue de l'Hôpital qui faisait partie d'un axe qui reliait la place de l'Hôpital à la rue Grenette. À cette rue, venaient se greffer d'autres voies globalement orientées ouest-est :
- du côté est :
  - le passage de l'Hôtel-Dieu, passage couvert construit entre 1838 et 1844 à l'emplacement des anciennes boucheries de l'Hôtel-Dieu[2],
  - la rue Noire (à l'emplacement de l'actuelle rue Jacques-Stella),
  - la rue de Jussieu.
- du côté ouest :
  - la rue Paradis (actuelle rue David-Girin) qui reliait la rue de l'Hôpital à la rue Comfort,
  - la rue Raisin (renommée rue Jean-de-Tournes en 1863)[3] qui permettait de rejoindre la place Comfort (place des Jacobins),
  - le passage de l'Argue, passage couvert construit entre 1825 et 1828 à l'emplacement d'une ruelle existante[4].

Dans le cadre des grands travaux de Lyon dirigés par le préfet Vaïsse, il est décidé de créer une voie nord-sud percée dans le tissu urbain dense de la Presqu'île. Cette voie, la rue Impériale (aujourd'hui rue de la République), n'est pas totalement rectiligne et forme un léger coude au nord de la place Bellecour. Une grande place est prévue à l'endroit où la rue change d'orientation. Les îlots alentour sont également rectifiés : les rues de Jussieu, Noire, Paradis et Raison sont élargies. L'actuelle rue Childebert est créée pour relier la place des Jacobins au pont de l'Hôtel-Dieu (actuelle pont Wilson). La nouvelle place est inaugurée en 1862.
À l'origine, la place est constituée d'un vaste espace rectangulaire auquel est accroché un second espace rectangulaire légèrement plus resserré au sud de la rue Childebert. Dans les plans originels, le portail du passage de l'Argue devrait donc être reporté vers l'ouest afin de respecter l'alignement de la place. Mais ce projet n'a pas été réalisé, ce qui explique le léger décrochement de la place au nord-ouest.
En 1888, décision est prise de construire une nouvelle rue diagonale entre la place de la République et le pont Lafayette. Du fait du percement de l'actuelle rue du Président-Carnot, la place n'est plus totalement rectangulaire, l'angle nord-est étant de biais.
En 1894, le président Sadi Carnot est assassiné non loin de là et un monument, orné de sa statue, est élevé en son souvenir six ans plus tard au centre de la place. À partir de 1973, les travaux du métro commencent et le monument est en grande partie démantelé pour laisser place à une fontaine de Serge Boyer, inaugurée en 1977. Elle a été elle-même retirée de la place et remplacée par un vaste bassin d'eau.
En 1959, la rue Childebert est élargie. Le passage de l'Hôtel-Dieu est alors détruit et un nouveau bâtiment est construit à son emplacement par Jacques Perrin-Fayolle. De ce fait, la symétrie de la petite place au sud de la rue Childebert n'est plus respectée non plus.
En 1988, la partie de la rue du Palais-Grillet située entre la place de la République et la rue Thomassin est supprimée, le terrain servant à construire une extension du grand magasin du Printemps.

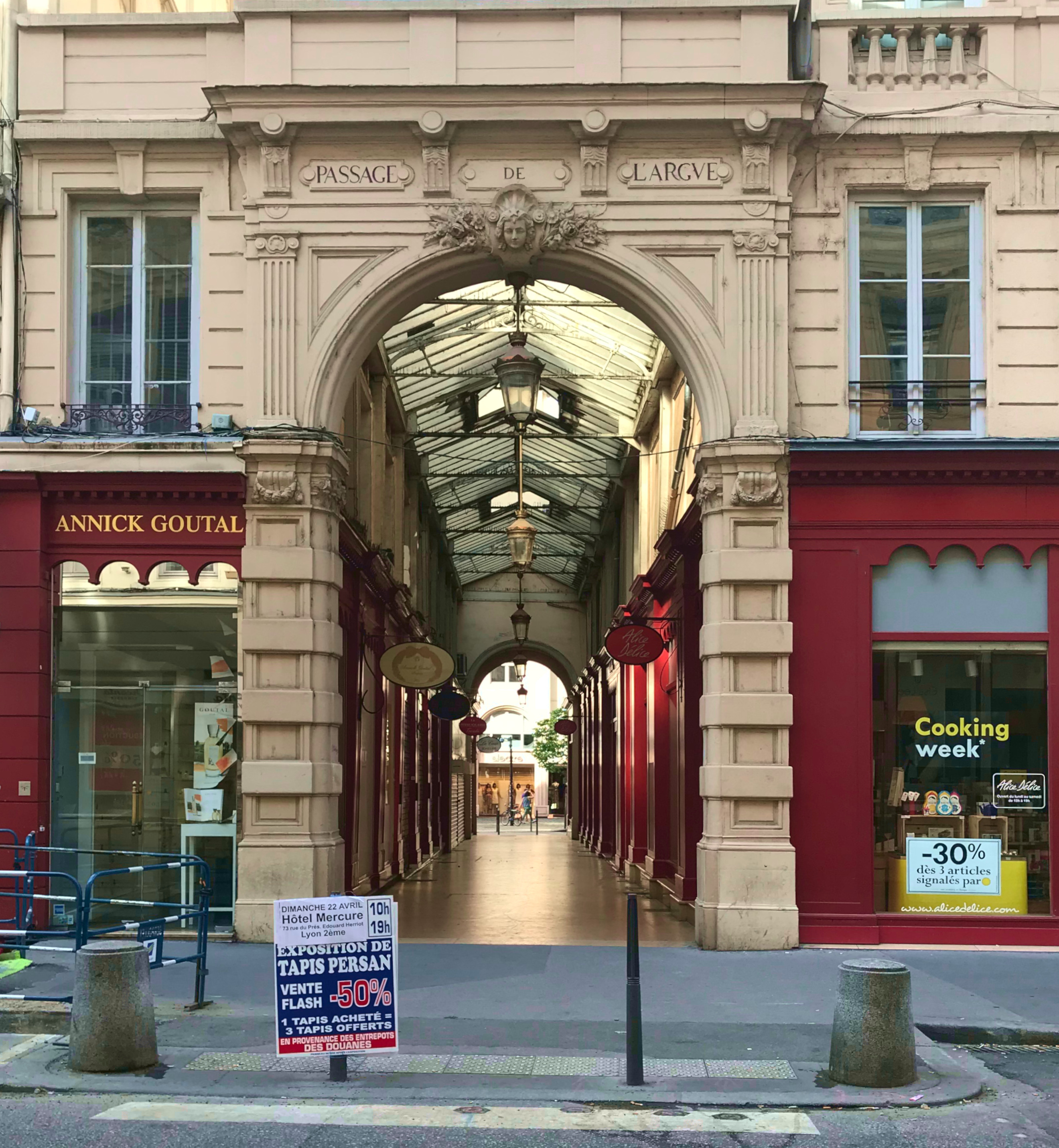
Portail du passage de l'Argue, ici en 2018, construit dans les années 1820.
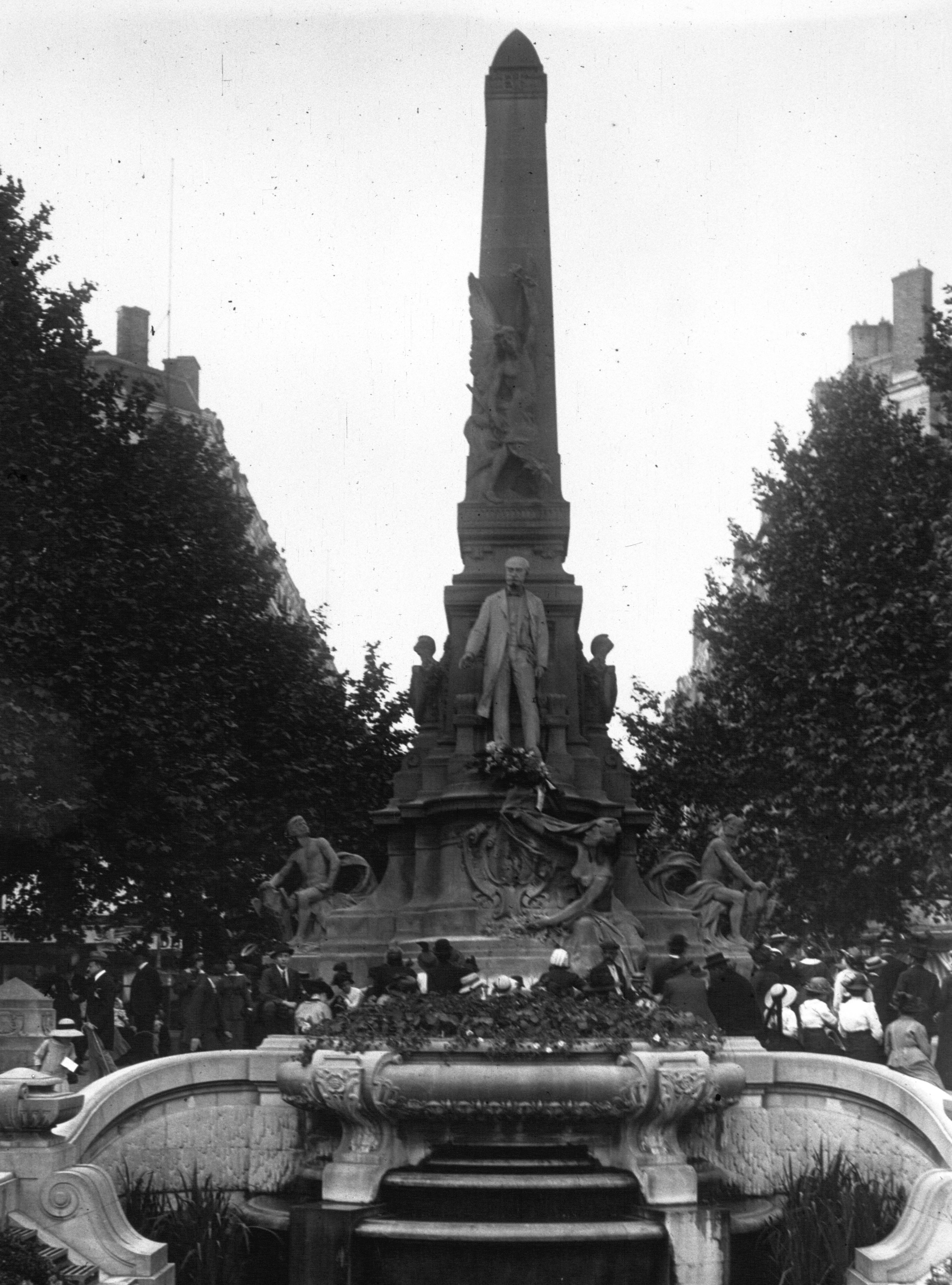
Le monument à Sadi Carnot en 1914.
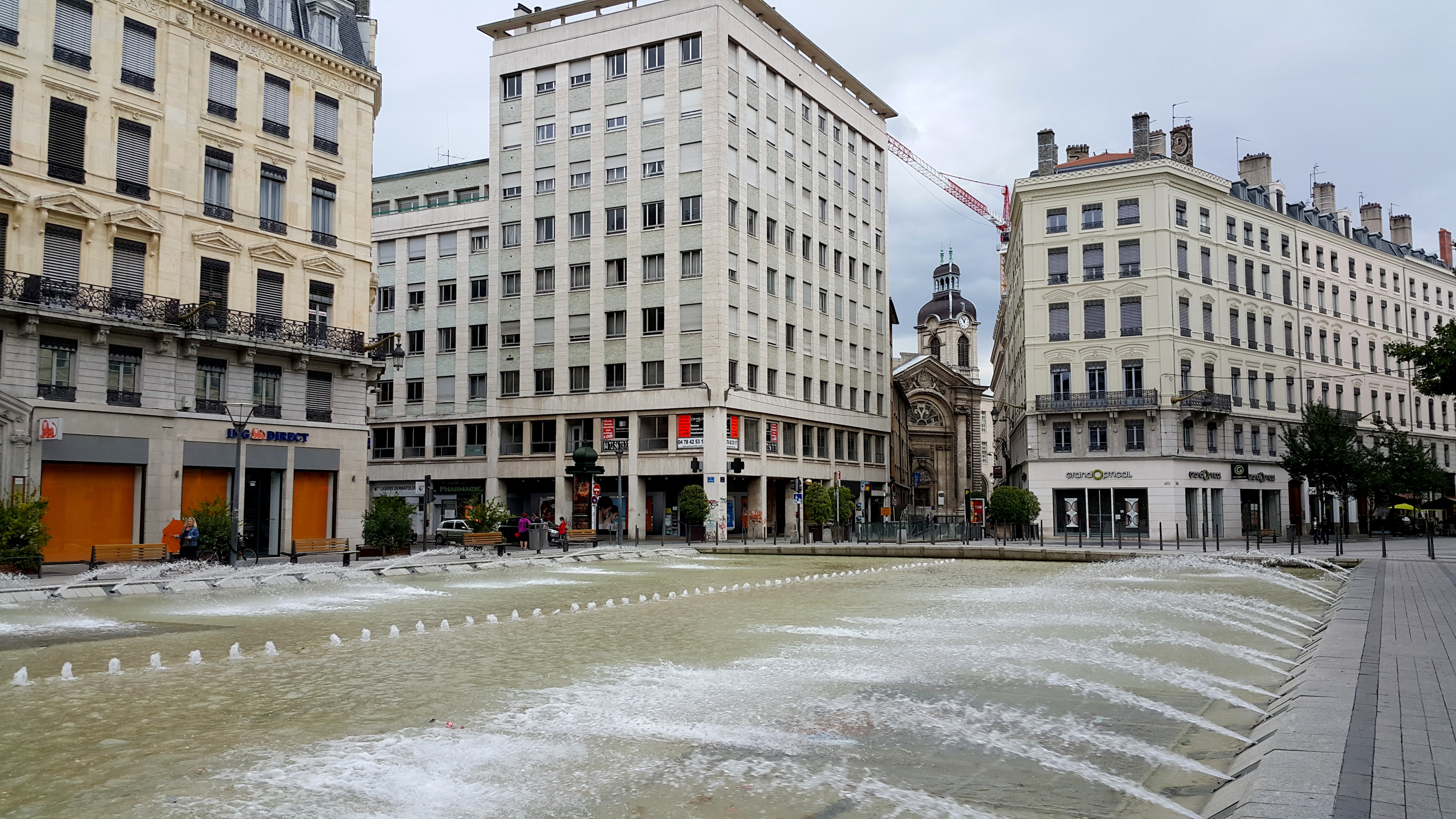
Bâtiment construit en 1959 à l'emplacement de l'ancien passage de l'Hôtel-Dieu

### Au XXIème siècle

#### Réaménagement et disparition du carrousel

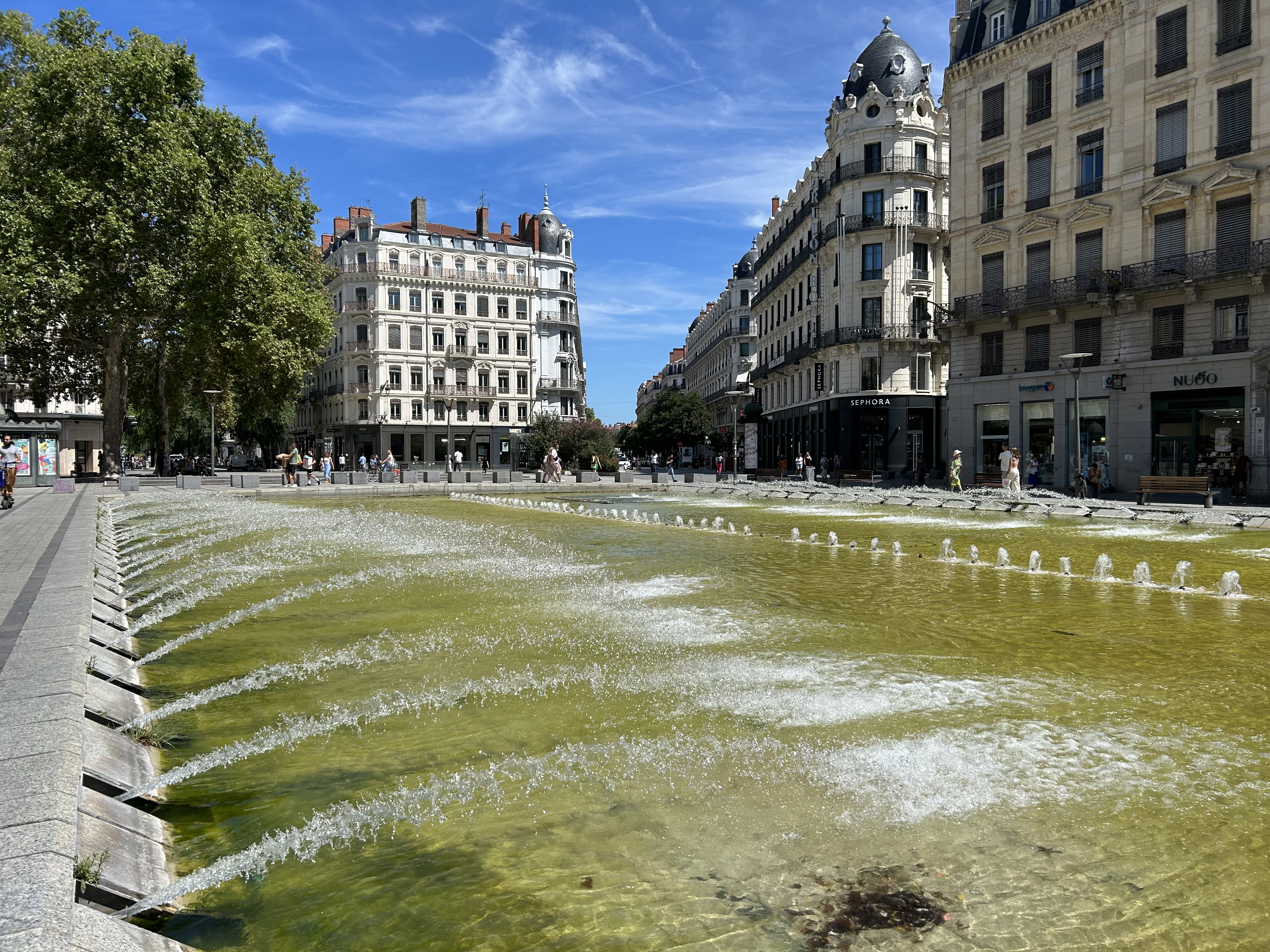
La place et son bassin à l’été 2024. L’eau y apparaît également comme verte.

En 2016, la portion de la place comprise entre la rue Jacques-Stella et la rue du Président-Carnot est réaménagée, provoquant la disparition du célèbre carrousel y étant installé depuis près de 30 ans.

#### Entretien du bassin
L’entretien du bassin par la mairie est l’objet de critiques à partir de 2023 ; des riverains déplorent la coloration verte de l’eau cette même année, tandis que le maire du 2ème arrondissement s’indigne en 2025 de voir le bassin à sec en période estivale.

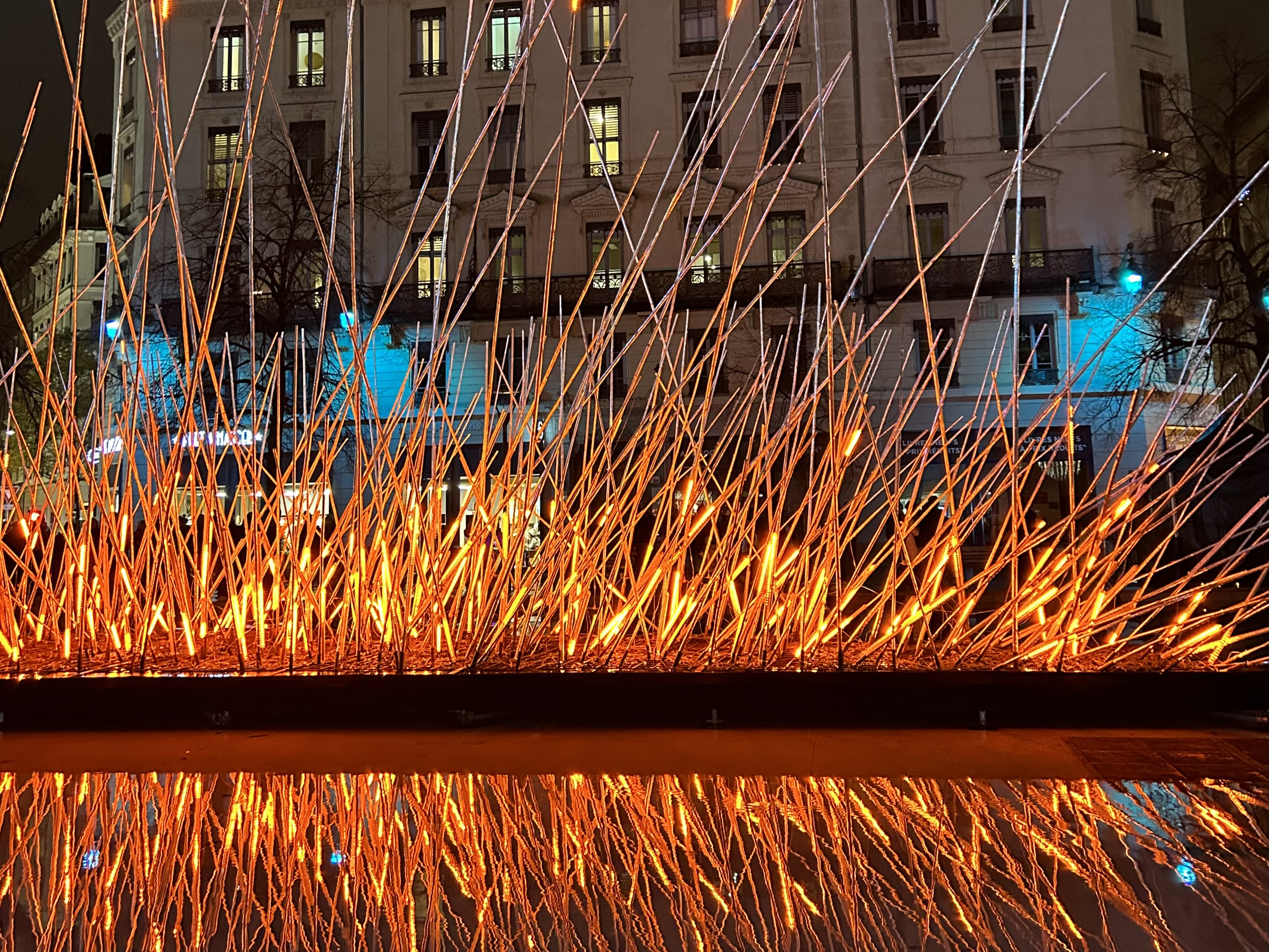
L’œuvre « Sign » exposée sur la place lors de l’édition 2023 de la Fête des Lumières.

#### Événements
L’association des commerçants du quartier République-Grôlée-Carnot organise depuis 2018 de nombreux événements sur la place, et notamment un jardin éphémère installé chaque mois de juillet.
La place accueille aussi des objets lumineux à chaque édition de la Fête des Lumières, reflétés par l’eau du bassin.